# Maimie McCoy
Mary 'Maimie' McCoy (Yorkshire, 21 april 1979 is een Britse actrice.

## Biografie
McCoy werd geboren in het graafschap Yorkshire, en doorliep de middelbare school aan de Stokesley School in Stokesley. Zij studeerde in 2001 af met een bachelor of arts in podiumkunsten aan de London Metropolitan University in Londen. McCoy is getrouwd met acteur James Buller met wie zij een dochter heeft (2015).
McCoy begon in 2004 met acteren in de televisieserie Waking the Dead, waarna zij nog meerdere rollen speelde in televisieseries en films. Zij is onder andere bekend van haar rol als Milady in de televisieserie The Musketeers (2014-2016).

## Filmografie

### Films
Uitgezonderd korte films.
- 2019 Trick or Treat - als Gemma
- 2014 Set Fire to the Stars - als Rosie
- 2013 The Last Witch - als Kate Greenwood
- 2012 Loving Miss Hatto - als jonge Joyce
- 2007 The Boat People - als Cleo
- 2007 Virgin Territory - als Simona
- 2006 Minotaur - als Morna
- 2005 Peter Warlock: Some Little Joy - als Puma
- 2004 The Libertine - als actrice

### Televisieseries
Uitgezonderd eenmalige gastrollen.
- 2019-2022 Van der Valk - als Lucienne Hassell - 6 afl.
- 2020 All Creatures Great and Small als Dorothy - 3 afl.
- 2020 White House Farm - als Nancy Raynott - 3 afl.
- 2019 A Confession - als DC Tracy Joyce - 4 afl.
- 2019 London Kills - als Grace Harper - 3 afl.
- 2016 DCI Banks - als Tamsin Richards - 5 afl.
- 2014-2016 The Musketeers - als Milady - 19 afl.
- 2011 The Crimson Petal and the White - als prostituee - 2 afl.
- 2009 Personal Affairs - als Nicole Palmerston-Amory - 5 afl.
- 2009 Desperate Romantics - als Margaret - 2 afl.
- 2004 Top Buzzer - als Sophie - 7 afl.
- 2004 Waking the Dead - als Sarah Faulkner - 2 afl.

- Gemeinsame Normdatei: 1061347273
- International Standard Name Identifier: 0000 0004 0158 7157
- Library of Congress Control Number: no2013021923
- Virtual International Authority File: 296391524
- WorldCat: E39PBJqqm9jWbky6Chwykgw6Kd